# Verschalen (meetkunde)
In de euclidische meetkunde is een uniforme verschaling een lineaire transformatie die objecten vergroot of verkleint. De schaalfactor is in alle richtingen dezelfde. De bewerking wordt ook wel een homothetie of (wellicht beter) vermenigvuldiging genoemd. Het resultaat van een uniforme verschaling is gelijkvormig (in de meetkundige zin) met het origineel.
Meer algemeen is verschaling een transformatie met een afzonderlijke schaalfactor voor elke (coördinaats)as. Een speciaal geval hiervan is richtingverschaling; dat wil zeggen, verschaling in één richting. Vormen kunnen daarbij veranderen; een rechthoek kan veranderen in een rechthoek met een andere vorm, maar ook in een parallellogram (de hoeken tussen de lijnen, die evenwijdig aan de as(sen) lopen, blijven in stand, maar de hoeken niet). 

## Matrixweergave
Een verschaling kan worden weergegeven door een verschalingsmatrix. Om een object te verschalen met een vector {\displaystyle v=(v_{x},v_{y},v_{z})}, moet elk punt {\displaystyle p=(p_{x},p_{y},p_{z})} worden vermenigvuldigd met deze verschalingsmatrix:
{\displaystyle S_{v}={\begin{bmatrix}v_{x}&0&0\\0&v_{y}&0\\0&0&v_{z}\\\end{bmatrix}}}
Zoals hieronder wordt getoond, geeft een vermenigvuldiging het verwachte resultaat:
{\displaystyle S_{v}p={\begin{bmatrix}v_{x}&0&0\\0&v_{y}&0\\0&0&v_{z}\\\end{bmatrix}}{\begin{bmatrix}p_{x}\\p_{y}\\p_{z}\end{bmatrix}}={\begin{bmatrix}v_{x}p_{x}\\v_{y}p_{y}\\v_{z}p_{z}\end{bmatrix}}}
Deze verschaling verandert de diameter van een object met een factor die tussen de schaalfactoren in ligt, de oppervlakte door een factor die tussen het kleinste en het grootste product van de twee schaalfactoren in ligt, en de inhoud door het product van alle drie.